# Detroit Taxicab & Transfer Company
Detroit Taxicab & Transfer Company war ein US-amerikanisches Unternehmen.

## Unternehmensgeschichte
Das Unternehmen aus Detroit in Michigan war im Bereich Taxi tätig. Zwischen 1914 und 1915 entstanden Automobile, die als Detroit Taxicab bezeichnet wurden. Im November 1924 wurde noch über das Unternehmen berichtet. Es ist nicht bekannt, wann es aufgelöst wurde.

## Fahrzeuge
Das Unternehmen benutzte zunächst acht Jahre lang zugekaufte Fahrzeuge mit Ottomotoren. 1914 fand sich kein Zulieferer für geeignete Elektroautos. Daraufhin wurde vom Konstrukteur W. J. Behn ein eigenes Modell entworfen. Es war so konstruiert, dass der Elektromotor durch einen Ottomotor ersetzt werden konnte, falls sich das Modell nicht bewähren würde. Das erste Fahrzeug wurde ab dem 25. Juni 1914 eingesetzt. Nach einer Testphase folgten 11 weitere Fahrzeuge im Januar 1915 und 15 weitere im Herbst 1915. Bis Jahresende sollten noch 20 entstehen. Soweit bekannt, blieb es bei diesen 47 Fahrzeugen. Das Fahrgestell hatte 307 cm Radstand.

## Übersicht über Pkw-Marken aus den USA, die mitDetroitbeginnen
| Marke            | Hersteller                         | Vermarktungsbeginn | Vermarktungsende | Ort, Bundesstaat   |
| ---------------- | ---------------------------------- | ------------------ | ---------------- | ------------------ |
| Detroit          | Detroit Automobile Company         | 1899               | 1901             | Detroit, Michigan  |
| Detroit          | Wheeler Manufacturing Company      | 1904               | 1904             | Detroit, Michigan  |
| Detroit          | Detroit Motor Chassis Company      | 1912               | 1912             | Detroit, Michigan  |
| Detroit          | Detroit Motor Wagon Company        | 1912               | 1912             | Detroit, Michigan  |
| Detroit          | Detroit Cyclecar Company           | 1913               | 1914             | Detroit, Michigan  |
| Detroit          | Detroit Chassis Company            | 1915               | 1917             | Detroit, Michigan  |
| Detroit Electric | Detroit Electric Car Company       | 1907               | 1939             | Detroit, Michigan  |
| Detroit Taxicab  | Detroit Taxicab & Transfer Company | 1914               | 1915             | Detroit, Michigan  |
| Detroit-Dearborn | Detroit-Dearborn Motor Car Company | 1909               | 1910             | Dearborn, Michigan |